# 伊萬·帕夫洛維奇·塞列達
伊万·巴夫洛维奇·谢列达（俄語：Ива́н Па́влович Середа́，1919年7月1日—1950年11月18日），蘇聯陸軍中尉、廚師，蘇聯英雄。他因於二戰立下的戰功而受到關注。1945年退役後，曾在頓涅茨克州的亞歷山德羅夫卡村擔任村議會主席。

## 生平
伊万·巴夫洛维奇·谢列达於1919年出生。他在蘇聯紅軍服役期間擔任軍隊廚師時，僅用一支步槍和一把斧頭就解除了一輛來自德軍坦克的威脅。後來晉升至中尉軍銜。戰爭期間，他因個人英勇行為在德維恩斯克地區取得突出戰績，被授予「蘇聯英雄」榮譽稱號。
1945年戰爭結束後，他退役返鄉，並在頓涅茨克州的亞歷山德羅夫卡村擔任村議會主席，直至1950年逝世。